# ستيفن س. هايز
ستيفن س. هايز (بالإنجليزية: Steven C. Hayes)‏ هو عالم نفس أمريكي، ولد في 1948.

## وصلات خارجية
- الموقع الرسمي